# فيل حربي

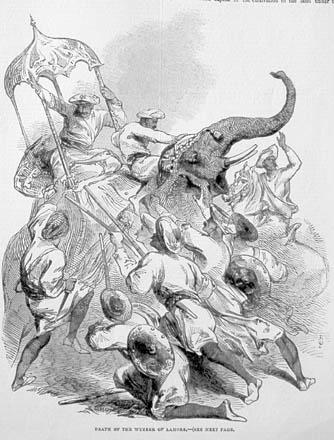
نقش لفيل حربي هندي نشرته جريدة إلستريتد لندن نيوز (Illustrated London News). الطبقة الجلدية الغليظة التي تغطي جسم الفيل تحميه من السهام والأسلحة الحادة. ويمنح وضع امتطاء الفيل المرتفع للراكب رؤية جيدة وحماية من أسلحة المعركة، ولكن تجعل منه هدفًا أكثر وضوحًا للأسلحة بعيدة المدى

الفيل الحربي هو فيل مدرب وموجّه بواسطة الإنسان لاستخدامه في أغراض القتال. وكان الاستخدام الأساسي للفيلة يهدف إلى الهجوم على العدو وسحقه وكسر صفوفه. وتعرف فرقة فيلة الحرب باسم الفَيّالة. استخدمت هذه الفرق لأول مرة في الهند، ثم انتشرت هذه الممارسة بعد ذلك عبر جنوب شرق آسيا وغربًا إلى منطقة البحر المتوسط. وكان أشهر استخدام لهم في العالم الغربي على يد قائد الجيش اليوناني بيروس الإبيري واستخدموا بأعداد هائلة في جيوش قرطاج بما يشمل اختصارًا حنبعل.
وقد قللت التقنيات المطوَّرة في منطقة البحر المتوسط من قيمة استخدام الفيلة في المعارك، في حين قل توافرها أيضًا في البرية. وفي الشرق، حيث تواجد الحيوانات بوفرة أكثر والتضاريس الأرضية المثالية، كان ظهور المدفع الأمر الذي أدى أخيرًا إلى اندثار استخدام الفيلة لأغراض القتال بنهاية القرن التاسع عشر، وقصر استخدامهم بعد ذلك على الأغراض الهندسية ومهام العمل.

## نبذة تاريخية

### الترويض

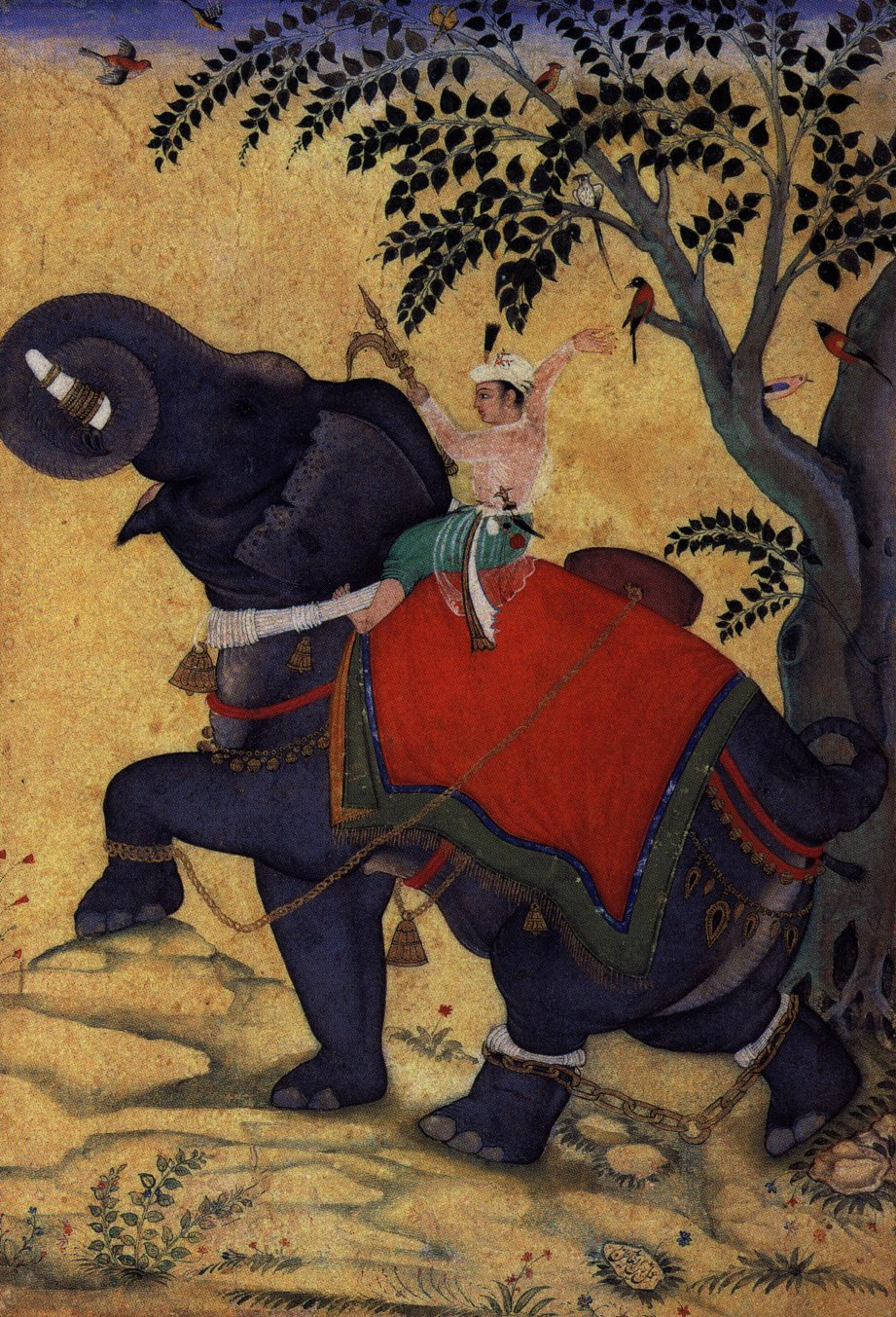
سلطان مغول الهند جلال الدين أكبر في تصوير له أثناء تدريبه لأحد الفيلة.

وكان الفيل الآسيوي هو أول الأنواع التي جرى ترويضها بهدف استخدامه في الزراعة. ويحتمل أن يكون قد بدأ ترويض الفيلة - الذي لا يعد تأنيسا بالمعنى الكامل، حيث لا يزال يجري صيد الفيلة من البرية، أكثر من تربيتها في حظائر - في أي من ثلاثة أماكن. ويأتي أقدم دليل على ذلك من حضارة وادي السند، تقريبًا عام 4500 قبل الميلاد. قد يشير الدليل الأثري على وجود الفيلة البرية في وادي النهر الأصفر في عهد مملكة شانغ (1600–1100 قبل الميلاد) في الصين إلى استخدامهم الفيلة في الحروب. وقد تناقصت أعداد الفيلة البرية التي تعيش في بلاد الرافدين بالصين بسرعة بسبب قطع أشجار الغابات والانفجار السكاني: بحلول عام 850 قبل الميلاد كانت الفيلة الموجودة في بلاد الرافدين قد انقرضت وبحلول عام 500 قبل الميلاد كانت الفيلة الصينية قد قلت أعدادها بدرجة كبيرة واقتصر تواجدها على مناطق في الجنوب من النهر الأصفر.
وظل صيد الفيلة من البرية مهمة شاقة ولكن ظلت المهمة الأكثر مشقة هي تربية الفيل في الحظيرة وطول الوقت اللازم لوصول الفيل لدرجة كافية من النضج كي يتمكن من الالتحام بالمعركة. وشاع اعتقاد عام بأن الفيلة التي استخدمت في الحرب كانت كلها من الذكور ويرجع سبب ذلك إلى ما لدى الذكور من عدوانية أكثر ولكن السبب الأكثر وراء ذلك هو هروب أنثى الفيل من الذكر على أرض المعركة؛ ولذلك لم يمكن استخدام سوى ذكور الفيلة في الحرب، بينما استخدمت الإناث في اللوجستيات.

### العصور القديمة: الهند وفارس والإسكندر الأكبر
هناك شك بشأن بداية استخدام الفيل في الحرب لأول مرة. فالتراتيل الفيدية الأولى، ريجفدا التي ترجع إلى أواخر الألفية الثانية وباكر الألفية الأولى قبل الميلاد، تشير إلى استخدام الفيلة في أغراض النقل - على وجه الخصوص - إندرا وفيله الأبيض المقدس، إيرافاتا - ولكنها لم تشر إلى استخدام الفيل في الحرب، والتركيز بدلاً من ذلك على دور إندرا في قيادة سلاح الفرسان. وذكرت قصص مهابهاراتا ورامايانا التي وردت بعد ذلك والتي ترجع تقريبًا إلى القرن الرابع قبل الميلاد، حديثًا عن حرب الفيلة تفترض بدئها أثناء الفترة المتخللة. وبالتأكيد قدّر ملوك الهند القدماء قيمة الفيل في الحرب، فالبعض أقر بأن 'الجيش دون الفيل لا ينفع كالصحراء دون الأسد أو كالمملكة دون الملك أو كالبسالة دون السلاح'.

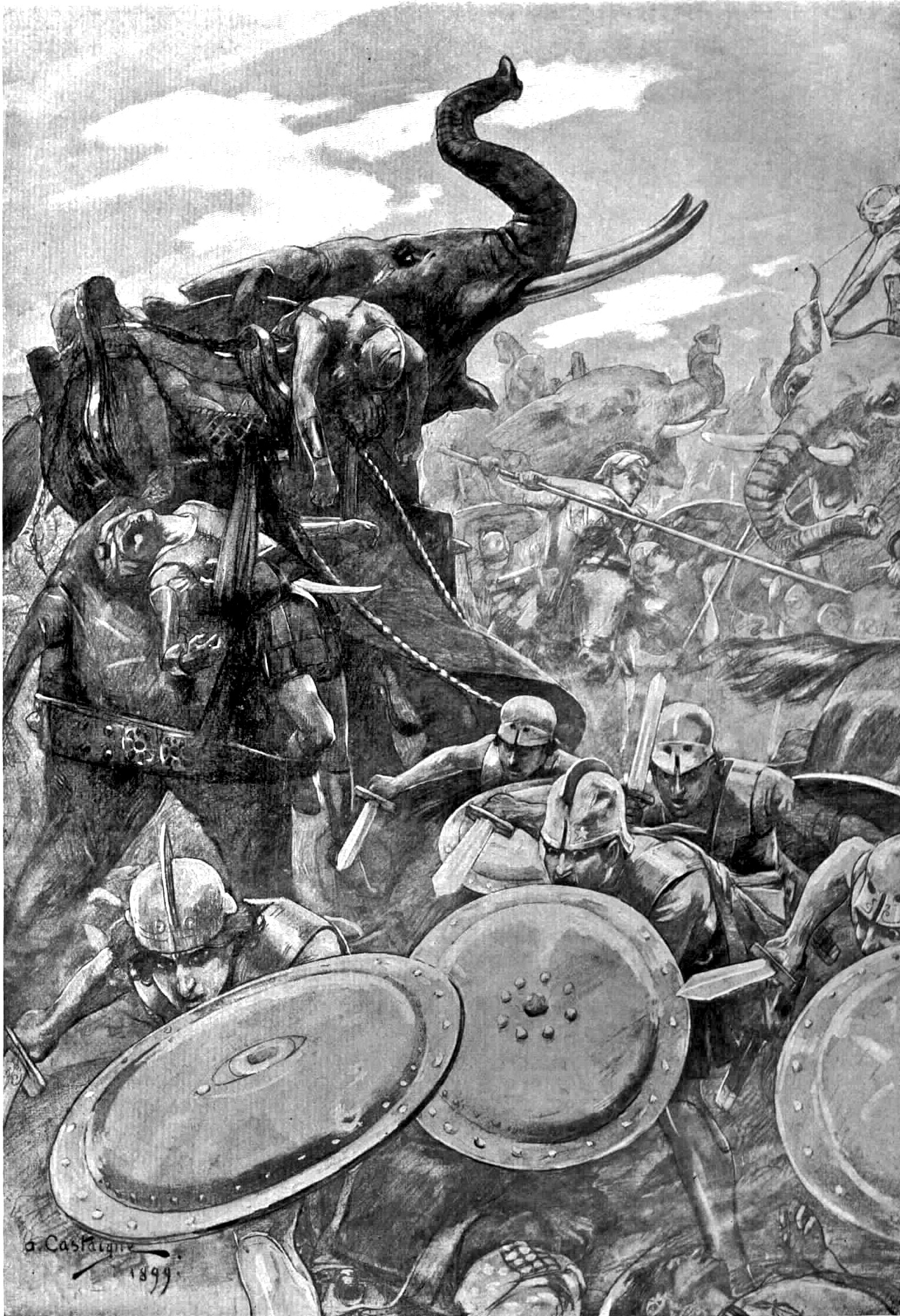
تصوير فيكتوري لفيلة الحرب وهي تهاجم في معركة نهر جهيلوم.

ومن الهند انتشر التفكير العسكري في استخدام الفيلة غرب الإمبراطورية الفارسية حيث اُستخدمت في حملات كثيرة وجاءت بدورها لتحدث تأثيرًا في حملات الإسكندر الأكبر. وكانت أول مواجهة بين الأوروبيين وفيلة الحرب الفارسية في معركة غوغميلا للإسكندر الأكبر (عام 331 قبل الميلاد) عندما استخدم الفرس 15 فيلاً. فوضعت تلك الفيلة في منتصف الصف الفارسي تاركة انطباع لدى الجيش المقدوني بأن الإسكندر شعر بحاجته لتقديم قربان لإله الخوف  في الليلة السابقة للمعركة - ولكن وفقًا لبعض المصادر فشلت الفيلة تمامًا في الانتشار في المعركة الأخيرة بسبب طول سيرهم في اليوم السابق. ونجح الإسكندر نجاحًا مدويًا في معركة غوغميلا، ولكنه انبهر كثيرًا بفيلة العدو وأخذ هذه الفيلة الخمسة عشر الأولى ليضمها إلى جيشه الخاص وأضاف إلى ذلك العدد أثناء استيلائه على بقية بلاد فارس.
وبمرور الوقت وبعد خمس سنوات وصل الإسكندر إلى حدود الهند وكان معه عدد لا بأس به من الفيلة تحت سلطته وتصرفه. وعندما جاء الوقت لمواجهة بوروس، الذي حكم إقليم بنجاب، وهو إقليم يوجد حاليًا،باكستان وجد الإسكندر نفسه أمام قوة لا يستهان بها تتكون من 85 إلى 100 فيل من فيلة الحروب  وذلك في معركة هيداسبس. ولكن بفضل السرية التي توفرت لدى قوات الإسكندر كافة وسهولة تحركها؛ نجحت هذه القوات التي تكونت من المشاة والفرسان فقط في الاشتباك مع قوات بوروس وإلحاق الهزيمة بهم بما في ذلك قوات الفيلة مقابل بعض الخسائر البسيطة. وتطلعًا نحو الشرق الأقصى، استطاع الإسكندر أن يرصد قدرات ملوك إمبراطورية ناندا وجانجاريداي، والتي خصصت 3000 إلى 6000 فيل من فيلة الحروب. وهي قوة أكبر بمراحل من القوات الخاصة بالفرس والإغريق، ومن ثم أثارت القلاقل والمخاوف لدى القوات الصغيرة للإسكندر وبناءً عليه توقفت هذه القوات عن التقدم نحو الهند. استطاع الإسكندر خلال عودته أن يؤسس قوة من الفيلة لحراسة قصره في بابل، وأنشئ مخفرًا لـ مأوى الفيلة لقيادة وحدات الفيلة الخاصة به.

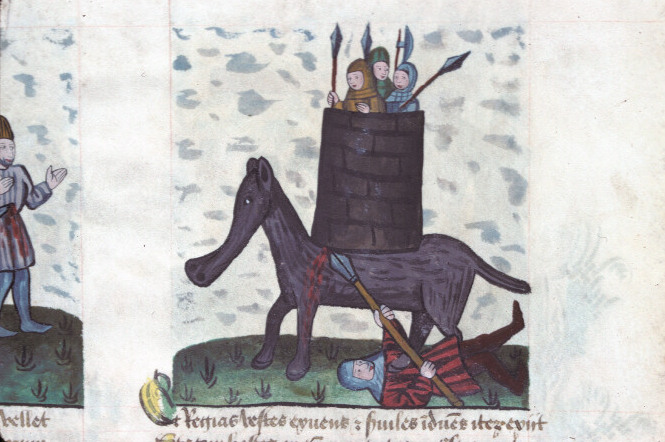
اليعازر ماكابيوس قتل أحد هذه الفيلة ومات مسحوقًا تحتها (صورة مصغرة من مخطوطة Speculum Humanae Salvationis).

انتشر الاستخدام العسكري الناجح للفيلة في الحروب أكثر من ذلك. حيث استخدمت مجموعة الدول خليفة إمبراطورية الإسكندر بعد ذلك، ديادوشى، مئات من الفيلة الهندية في حروبها، واشتهرت الإمبراطورية السلوقية على وجه الخصوص باستخدام الحيوانات التي تُشترى بأعداد كبيرة من الهند. لقد انتهت حرب سلوقية وموريا عام 303 - 305 قبل الميلاد بتنازل السلوقيين عن الكثير من المناطق الشرقية في مقابل 500 فيل من فيلة الحروب  والتي تمثل جزءًا صغيرًا من قوات موريا، التي تضم 9000 فيل نقلاً عن بعض الإحصائيات. أحسن السلوقيون استخدام هذه الأعداد الجديدة من الفيلة في معركة إبسوس بعد أربع سنوات. وخلال وقت متأخر من هذه الحقبة التاريخية، استخدمت الإمبراطورية السلوقية الفيلة للقضاء على ثورة المكابيين في مملكة يهودا. وكانت الفيلة مذعورة من المحاربين اليهود المسلحين بأسلحة خفيفة، والشباب الحشمونائيون واليعازر ماكابيوس، المشهور بهزيمة أحد هذه المخلوقات في معركة بيت زكريا، حينما وضع حربة في بطن أحد الفيلة كان يظن خطأ أنها تحمل الملك السلوقي أنطيوخوس الخامس، وبذلك قتل الفيل مقابل حياة أليعازر نفسها.

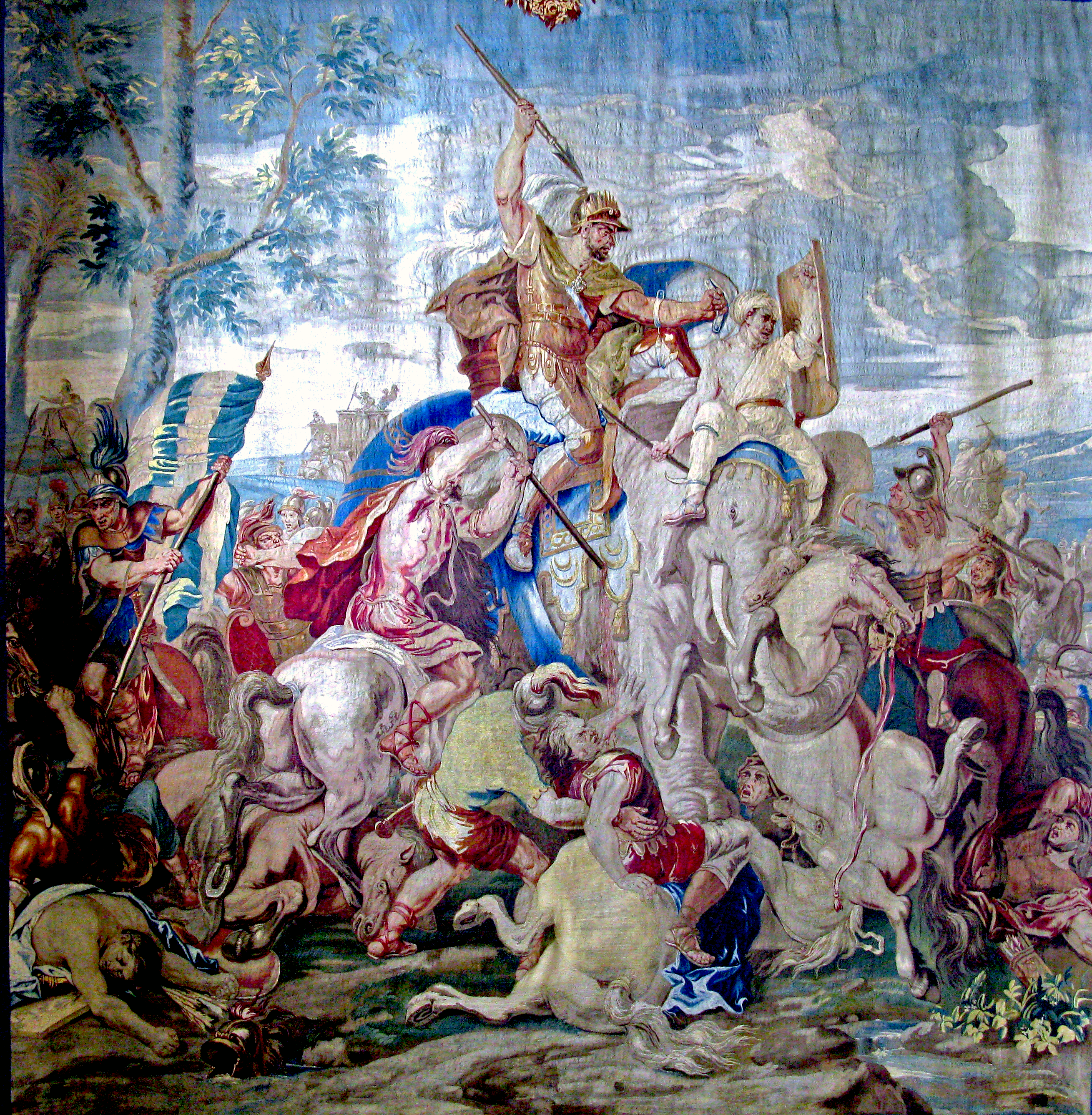
فيلة الحروب خلال معركة غوغميلا

كان أول استخدام لفيلة الحروب في أوروبا عام 318 قبل الميلاد من قبل بوليبيرخون، وهو أحد جنرالات الإسكندر عندما حاصر المدينة الكبرى (بيلوبونيز) خلال حروب ديادوشى. حيث استخدم 60 فيلاً جلبها من آسيا بسائقيها. لقد ساعد القائد المحنك بجيش الإسكندر، والذي يدعى داميس، المدن الكبرى المحاصرة للدفاع عن نفسها ضد هذه الفيلة وانتهى هذا الصراع بهزيمة بوليبيرخون. ومن ثم، أخذ القائد كاساندر هذه الفيلة ونقلها بالتدريج عبر البحر إلى مواقع أخرى للمعارك في اليونان. ويقال أن القائد كاساندر هو أول من نقل الفيلة عبر السفن البحرية. والجدير بالذكر أن بعض الفيلة قد ماتت جوعًا عام 316 قبل الميلاد في مدينة بايدنا (مقدونيا). وقد استخدم كاساندر فيلة بوليبيرخون الأخرى في أماكن مختلفة من اليونان.

### العصور القديمة: البحر المتوسط
بدأ المصريون والقرطاجيون بجلب الفيلة الإفريقية للغرض نفسه، مثلما فعل النوميديون والكوشيون. واستخدموا في ذلك الفيل القرطاجي. وهذه الفيلة أصغر من الفيلة الآسيوية التي استخدمها السلوقيون في منطقة شرق المتوسط ولا سيما الفيل السوري  والذي يتراوح ارتفاع كتفه بين 2.5 و3.5 متر (8-10 قدم). ويبدو أن الفيلة السورية أو بعضها كان يباع خارج سوريا - فمثلا الفيل المفضل عند حنبعل كان يحظى بإعجاب من الجميع ويسمى سورس («السوري») فربما يكون من أصول سورية إلا أنه ليس ثمة دليل على ذلك.
وفي أواخر الأربعينيات من القرن التاسع عشر، ناقش جانب من رسالة علمية قضية أن فيلة الغابات الإفريقية التي استخدمت في حروب النومديين والبطالمة والجيوش البونية لم توضع عليها هوادج أو قباب، وأن ذلك ربما يرجع إلى ضعف الفيلة. ومن المؤكد أن بعض الإشارات إلى وجود قباب في الأعمال الأدبية القديمة لا يعدو سوى كونه مفارقة تاريخية أو اختلاقًا شعريًا، ولكن في بعض الأحيان يصعب إثبات ذلك. فهناك دليل صارخ وعصري على أن جيش جوبا الأول (Juba I) الملك الأمازيغي كان به أفيال ذات قباب في عام 46 قبل الميلاد. وأكبر دليل على ذلك هي عملة الملك جوبا الثاني (Juba II) فعليها صورة لفيل إفريقي وعليه قبته. ويبدو أن ذلك ينطبق أيضًا على جيوش البطالمة: فيروي بوليبيوس أنه أثناء معركة رفح في 217 قبل الميلاد، وضعت القباب فوق فيلة بطليموس السادس، وأن الفيلة الآسيوية للسلوقيين كانت أضخم منها بكثير، بل وربما أضخم من فيلة الغابات الإفريقية. ويوجد دليل آخر على أن القراطجة كانوا يضعون القباب والهوادج على فيلة الحرب في بعض حروبهم.
وإذا ما تعمقنا جنوبًا وجدنا أن القبائل كان لديها فيلة السافانا الإفريقية. ومع أنها كانت أضخم من فيلة الغابات الإفريقية والفيلة الآسيوية، إلا أنه ثبت أنه يصعب تدريبها للمشاركة في الحروب فكانت نادرًا ما تُستخدم في هذا الغرض. وتباع بعض الفيلة الآسيوية في الغرب من أسواق البحر المتوسط، حيث يشير بلينيوس الأكبر أن الفيلة السيريلانكية - على سبيل المثال - تتميز عن الفيلة المحلية بضخامتها وشراستها وتأثيرها في الحروب. وكان تميز الفيلة السيريلانكية عن غيرها من الأنواع وقرب أماكن تواجدها من الموانئ البحرية عاملين رئيسيين في جعلها من السلع التجارية المربحة.
ويرتبط استخدام فيلة الحرب في منطقة البحر المتوسط ارتباطًا كبيرًا بالحروب التي دارت رحاها بين قرطاج وروما، إلا أن ظهور هذا الاستخدام يرجع أساسًا إلى مملكة إبيروس الإغريقية. فقد أتى الملك بيروس الإبيري بعشرين فيلًا لمحاربة الرومان في معركة هيراكليا في عام 280 قبل الميلاد، وراءهم على اليابسة بضع وخمسون دابة، حيث اقترضهم من بطليموس الثاني. وقضت قوات إبيروس على الرومان لأنهم لم يكونوا على استعداد لمواجهة الفيلة. وفي العام التالي، نشر إبيروس قواته من الفيلة لمهاجمة الرومان في معركة أسكلم. ولكن الرومان استعدوا هذه المرة بأسلحة شديدة الاشتعال وأدوات لموجهة الفيلة: وهي عجلات حربية تجرها الثيران مزودة بمسامير طويلة بغرض إصابة الفيلة، وآنية من اللهب بغرض إفزاعها، ومعهما فِرَق صد ترمي الفيلة بالرماح لإبعادها. وانتهت المعركة لصالح إبيروس بعد هجوم حاسم لفيلة إبيروس، إلا أن بيروس أثخنته الجراح هذه المرة - انتصار باهظ الثمن أو انتصار بيروس.

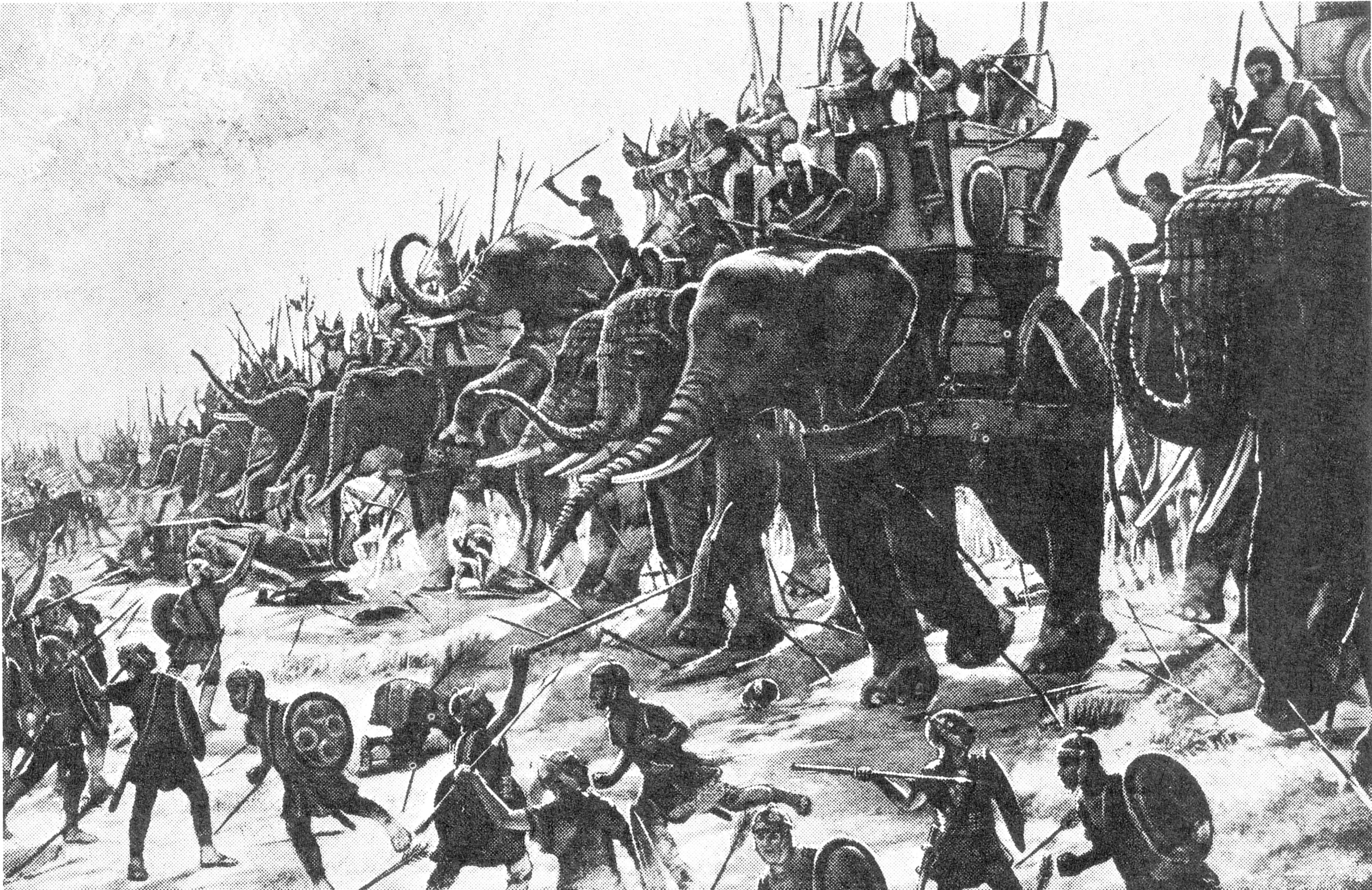
معركة زامة رسمها هنري باول موتو (Henri-Paul Motte) سنة 1890

وبعد هذه الانتصارات، فكر القراطجة في تطوير استخدامهم لفيلة الحرب وبالفعل استخدموهم على نحو واسع أثناء حروب بونية أولى. ولكن النتائج لم تكن مشجعة. ففي أديس في 255 قبل الميلاد، كانت الفيلة القرطاجية بلا فائدة بسبب التضاريس الأرضية، في حين أن الرومان استطاعوا إرهابها في معركة بنورموس في 251 قبل الميلاد، وانتهى الأمر بهروبها من المعركة. ومعروف أنه أثناء الحرب البونيقية الثانية، كان حنبعل على رأس جيش من فيلة الحرب عبر بهم جبال الألب - إلا أنهم أُبيدوا بعد طول عناء. وكان الرومانيون قد طوروا من أساليبهم القتالية، الأمر الذي أدى إلى هزيمة حنبعل هزيمة نكراء في معركة زامة في 202 قبل الميلاد، حيث لم تنجح هجمات الفيلة بسبب المشاة الرومانية المنظمة التي كانت تخلي الطريق أمامهم.
وربحت روما العديد من الفيلة بنهاية الحروب البونية واستخدمتها لسنوات عديدة فيما بعد. وشهدت البلاد معارك كثيرة أثناء غزو بلاد الإغريق وفيها نشر الرومان فيلة الحرب، ومن ذلك غزو مقدونيا القديمة في 199 قبل الميلاد، وكينوسكيفالاي في197 قبل الميلاد  وترموبيل  وماغنيسيا في 190 قبل الميلاد والتي كانت بين أربع وخمسين فيل تابع لـأنطيوخوس الثالث وستة عشر فيلاً رومانيًا. وفيما بعد نشر الرومان اثنان وعشرين فيلًا في بايدنا في 168 قبل الميلاد. وظهروا أيضًا في الحملة الرومانية على السيلتيبيريين في هسبانيا الواقعة قبالة الغاليين. ومعلوم أن الرومان استخدموا فيلة الحرب في غزوهم لـ بريطانيا، ويؤرخ كاتب قديم قائلاً إن قيصر كان يمتلك فيلاً ضخمًا عليه دروع ومعلق على قبته نبال وحلق قذف. وعندما وصل هذا المخلوق الغريب إلى النهر، لاذ البريطانيون وخيلهم بالفرار وتفرق الجيش الروماني  - مع أنه كان يستطيع أن يستدعي من ذاكرته استخدام كلوديوس لفيلة حرب مشابهة في غزو بريطانيا. وكان هناك اعتقاد بأن الهيكل الذي عُثر عليه ومعه سلاح صواني هو هذا النوع من الفيلة، حتى أثبت عمره أنه هيكل ماموث من العصر الحجري.

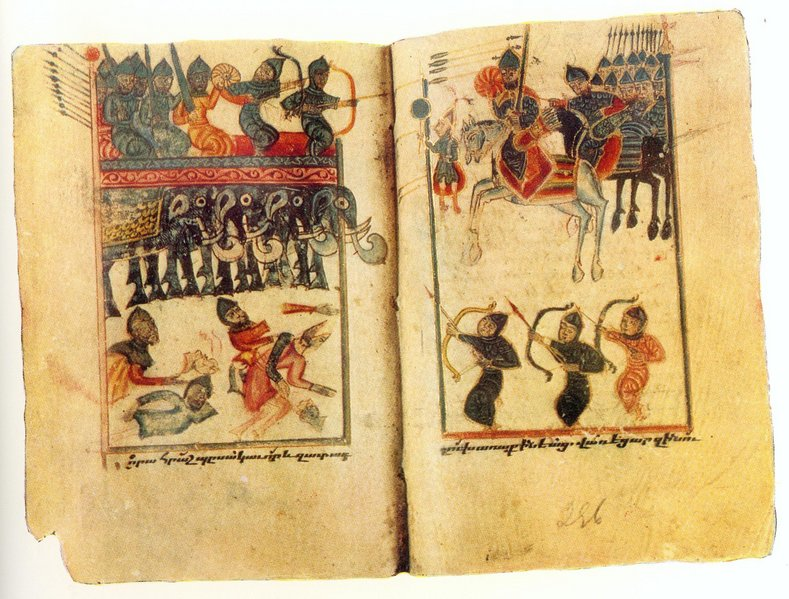
رسم أرميني مصغر لفيلة حرب الساسانيون في معركة أواراير

. وقبل عصر كلوديوس كانت هذه الفيلة يستخدمها الرومانيون بأعداد فردية - وآخر استخدام ملحوظ لفيلة الحرب في منطقة البحر المتوسط كان استخدامها ضد الرومان في معركة تابسوس في 46 قبل الميلاد، وذلك حينما سلّح يوليوس قيصر فيلق خامس Alaudae بالفؤوس وأمرهم بتسديد ضرباتهم إلى سيقان الفيلة. واستطاع الفيلق تحمل الهجوم وفقدت الفيلة رمزيتها المعهودة في الحروب. وكانت معركة تابسوس هي آخر استخدام يذكر للفيلة في الغرب.
كان للفيلة أهمية كبيرة في الجيوش اللاحقة لـشجرة عائلة الأسرة الساسانية. استخدم الساسانيون الحيوانات في العديد من حملاتهم ضد العدو الغربي. وكانت معركة أواراير عام 451 م واحدة من الاشتباكات التي لا تنسى، وفيها خوفت فِيَلَة الساسانيين الأرمن. وهناك مثال آخر وهو معركة القادسية عام 636 م، وفيها استخدمت وحدة من ثلاثة وثلاثون فيلاً، ومع ذلك لم تثمر إلا قليلاً من التفوق على قوات العرب الغازية. اتفقت فيالق الفيلة الساسانية على أولوية بين قوات سلاح الفرسان الساساني وقامت بتجنيدهم من الهند وكانت فيالق الفيلة بقيادة رئيس خاص، يعرف باسم زند هابت (Zend−hapet)، أو «قائد الهنود،» وذلك بسبب مجيء الفيلة من الهند، أو لأنها كانت تُدار بواسطة مواطنين من هندوستان. لم تكن فيالق الفيلة الساسانية أبدًا على النحو الذي شهدناه في الشرق ومع ذلك وبعد سقوط الإمبراطورية الساسانية انتهى استخدام فيلة الحرب في المنطقة.

### العصور القديمة: الشرق الأقصى

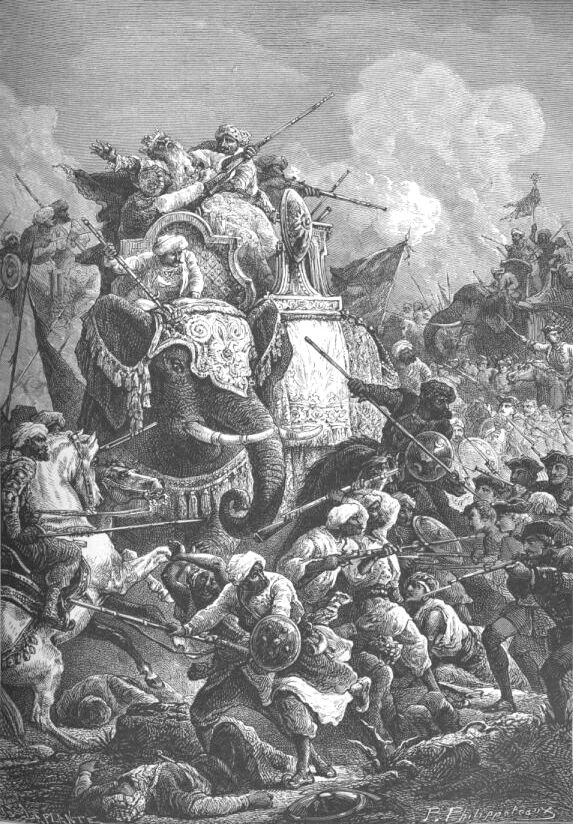
فيلة الحرب في المعركة أثناء حروب الكارناتيك.

في الصين، كان استخدام فيلة الحرب نادرًا نسبيًا مقارنة بمواقع أخرى. وحدث أقرب استخدام مُسجل في وقت متأخر 554 م عندما نشرت واي الغربية (Western Wei) اثنين من فيلة الحرب مسلحين من لينغنان في المعركة، ويوجهوا بواسطة العبيد الملاويين، ومجهزة بأبراج خشبية، وتُثبت السيوف على مقدمة خراطيمها. ولكن هربت الفيلة بسبب أسهم الرماة.
حاربت مملكة هان في القرن الثاني الهجري قبل الميلاد ضد ممالك يوي في جنوب شرق آسيا (الفيتناميون القدامى) التي كانت تستخدم فيلة الحرب في المعارك. وكان من الأساليب الشائعة المستخدمة لصد هذه الفيلة الأقواس المستعرضة الضخمة أو نيران المدفعية وحفر الحفر أو الخنادق المملوءة بالمسامير الكبيرة.
وعلى سبيل المقارنة، تبنت الدول المجاورة بدرجة كبيرة استخدام فيلة الحرب. تشير سجلات التاريخ السيريلانكي إلى أن الفيلة كانت تستخدم على أنها ركوبة للملوك ويتقدموا رجالهم في ساحة المعركة،  وسُجلت حالات ركوب فردية في التاريخ. وعلى سبيل المثال، كان الفيل كاندولا ركوبة الملك دوتوغامونو (Dutugamunu) وكان الفيل مها بامباتا، بيج روك، ركوبة الملك إلارا أثناء لقائهم التاريخي في ساحة القتال عام 200 قبل الميلاد. في جنوب شرق آسيا، وعلى طول حدود فيتنام في العصر الحديث، استخدم جيش تشامبا ما يصل إلى 602 من فيلة الحرب ضد سوي الصينية. قاد جنود مملكة سوي الفيلة إلى فخ الوقوع في حفرٍ عميقة عن طريقهم، والاستخدام المكثف أيضًا لـالأقواس المستعرضة.

### العصور الوسطى

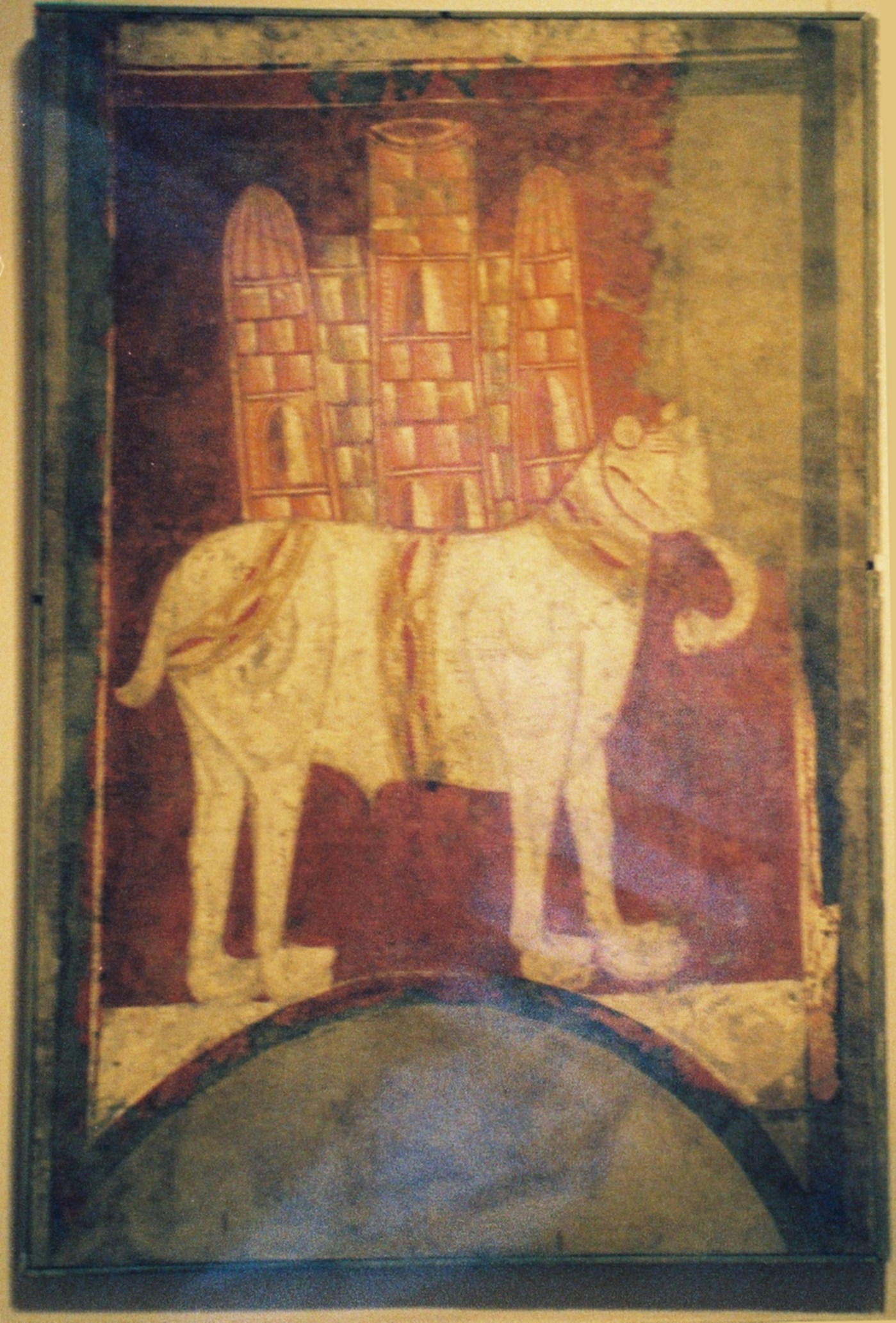
صورة رومانية لفيلة الحرب. إسبانيا، القرن الحادي عشر.

في العصور الوسطى، كان استخدام فيلة الحرب في أوروبا استخدامًا نادرًا. أخذ شارلمان فيلة أبو العباس، عندما ذهب لقتال الدانماركيين في عام 804، وأعطت  الحملات الصليبية إمبراطور روماني مقدس فريدريك الثاني الفرصة في القبض على الفيل في الأرض المقدسة، وفي وقت لاحق كان يستخدم الحيوان نفسه في القبض على كريمونا في 1214، ولكن استخدام هذه الحيوانات الفردية كان أمرًا رمزيًا أكثر منه عمليًا.

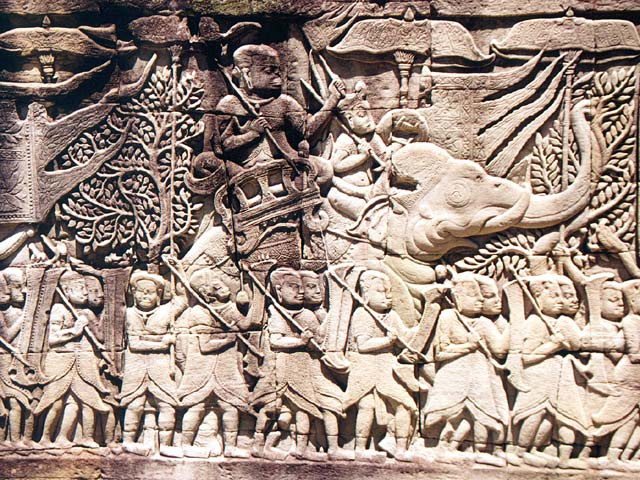
وشنَّ جيش الخمير حربًا بالفيلة على تشام في القرن الثاني عشر.

وفي الشرق الأقصى، استمر استخدام الفيلة في الحروب. واجه المغول فيلة الحرب في خوارزم وبورما وفيتنام والهند على مدار القرن الثالث عشر. على الرغم من بحملاتهم غير الناجحة في فيتنام والهند، هزم المغول فيلة الحرب خارج سمرقند باستخدام المنجنيق والمنجنيق وفي بورما باستخدام سيول من الأسهم بواسطة القوس المضلع المشهور. واحتفظ كل من جنكيز خان وقوبلاي خان بالفيلة على أنها جزء من حاشيتهم. وهذا غازٍ آخر من وسط آسيا، تيمورلنك واجه تحديات مماثلة بعد مرور قرن آخر. وفي 1398 واجه جيش تيمور أكثر من مائة فيل هندي في المعركة وتقريبًا كان سبب الهزيمة هو الخوف الذي وقع بين جنوده. وهناك روايات تاريخية تقول إن التيموريين فازوا في نهاية الأمر عن طريق استخدام إستراتيجية بارعة: ربط تيمور القش المشتعل في مؤخرة جماله قبل الهجوم. تسبب الدخان في هرولة الجمال للأمام، وأخافوا الفيلة، التي سحقت جنود جيشها وجهودها وتسببت في التراجع. وهناك رواية أخرى عن تقارير الحملة تقول إن تيمور استخدم المنجنيق كبير الحجم لوقف هجمات الفيلة. وفيما بعد، استخدم قائد جيش تيمور الحيوانات المقبوض عليها ضد الإمبراطورية العثمانية.
ومن المسجل أن ملك سيريلانكا راجاسيمحا الأول، عندما حاصر الحصن البرتغالي في كولومبو، سيريلانكا في 1558، كان عتاد الجيش 2200 فيلاً من فيلة الحرب. واستمر فخر شعب سيريلانكا بتقاليدهم في القبض على الفيلة وتدريبها من عصور قديمة. كان يسمى الضابط المسؤول عن الاسطبلات الملكية بما في ذلك القبض على الفيلة جاجاناياكي نيلامي (Gajanayake Nilame)، في حين أن كوروف ليكام (Kuruve Lekham) يتحكم في طاقم رجال الفيلة - كان تدريب فيلة الحرب واجب كوروف كلان (Kuruwe clan) والذي جاء بموجب Muhandiram الخاص بهم، الوظيفة الإدارية بسيريلانكا.

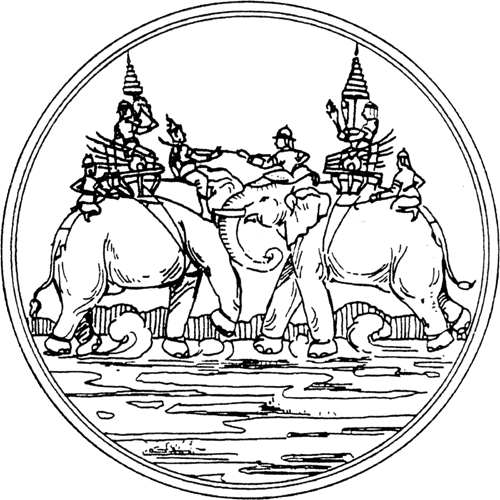
"معركة يوثاهاتي العظيمة" - تايلاند الملك ناريسوان حارب الأمير ولي عهد بورما بجوارسوفانبوري في يناير 1593.

وفي جنوب شرق آسيا، كانت تأتي إمبراطورية الخمير القوية من أجل الهيمنة الإقليمية في القرن التاسع بعد الميلاد، وكانت تعتمد بدرجة كبيرة على استخدام فيلة الحرب. وبانفراد نشر جيش مملكة الخمير أقواس مستعرضة مزدوجة على مقدمة أفيالهم. ومع انهيار مملكة الخمير في القرن الخامس عشر، فإن خلفاءهم من بورما (تعرف الآن بميانمار) وسيام (تعرف الآن تايلاند) تبنوا أيضًا الاستخدام واسع النطاق لفيلة الحرب. وفي العديد من المعارك في هذه الفترة كانت ممارسة القادة هي أن يحارب بعضهم البعض وهم فوق الفيلة. حدثت واحدة من المعارك الشهيرة عندما هجم الجيش البورمي على المملكة التايلاندية أيوثايا. وانتهت المعركة بعد موت ولي عهد بورما مينتشيت سرا على يد ملك مملكة تايلاند ناريسوان في معركة شخصية من فوق ظهر الفيلة.
وفي أقصى الشمال، واصلت الصين رفضها في استخدام فيلة الحرب طوال فترة الحرب، مع استثناء جدير بالملاحظة هان الجنوبية أثناء القرن العاشر بعد الميلاد - «الأمة الوحيدة على الأراضي الصينية التي حافظت على خط الفيلة على أنها جزء منتظم من جيشها». وقد كان تفسير هذا الوضع الشاذ في الحروب الصينية بواسطة القرب الجغرافي والروابط الثقافية الوثيقة من هان الجنوبية إلى جنوب شرق آسيا. حصل ضابط الجيش الذي يوجه هذه الفيلة على لقب "Legate Digitant and Agitant of the Gigantic Elephants." يُزود كل فيل ببرج خشبي على ظهره وبذلك يتسنى له حمل عشرة رجال أو أكثر. ولفترة وجيزة، كان لفيلة الحرب دور حيوي في انتصارات هان الجنوبية مثل غزو تشو عام 948 بعد الميلاد، ولكن فيالق فيلة هان الجنوبية هُزمت هزيمة مدوية في تشاو عام 971 بعد الميلاد، قضى عليها نيران القوس المستعرض من جنود أسرة سونج. ووفقًا لما كتبه أحد الأكاديميين، «من حين أن مرت هذه المقدمة الشاذة للثقافة الصينية خارج التاريخ، وانتصرت العادات التكتيكية للشمال».

### العصر الحديث

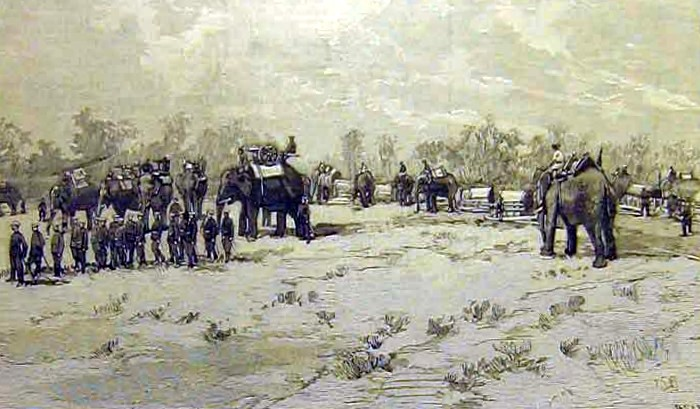
قوات سلاح المدفعية الخفيفة الممتطية للفيل التايلاندي في لاوس في عام 1893

وبمجيء حرب البارود في أواخر القرن الخامس عشر، بدأ التغير في ميزان الاستفادة من فيلة الحروب في ساحة القتال. ورغم أن البنادق القصيرة محدودة التأثير على الفيلة، التي يمكنها مقاومة العديد من القذائف ونيران المدافع بعدة طرق مختلفة تمامًا- فمن الممكن قتل الحيوان بسهولة من طلقة واحدة. ورغم أن الفيلة ما زالت تستخدم لحمل القادة في ساحة القتال، إلا أنهم أصبحوا أهدافًا أكثر إغراءً لمدفعية العدو.
ومع ذلك، فما زال جنوب شرق آسيا مستمر في استخدام الفيلة في ساحة القتال حتى نهاية القرن التاسع عشر. وأحد تلك المصاعب الرئيسية في الإقليم هي التضاريس، حيث يمكن للفيلة عبور التضاريس الصعبة في كثير من الحالات بسهولة أكثر من سلاح الفرسان. واستخدم الجيش التايلاندي فيلة الحروب المسلحة بـ بنادق الجينجال "jingal" حتى في الحرب بين فرنسا وتايلاند في عام 1893، بينما استخدمها الفيتناميون في الحرب التي وقعت في أواخر عام 1885 أثناء الحرب الهندوصينية الفرنسية.

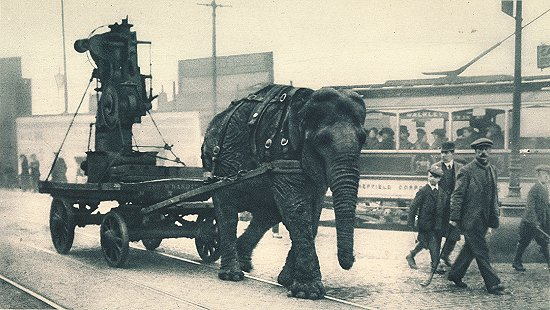
وأثناءالحرب العالمية الأولى، كانت تلك الفيلة تسحب المعدات الثقيلة. وهذا هو أحد الأعمال في حقل الذخائر الحربية في شفيلد "Sheffield".

وفي القرن العشرين، استخدمت فيلة الحروب غير المدربة لمقاصد عسكرية أخرى في وقت متأخر من الحرب العالمية الثانية، خاصة لأن الحيوانات يمكنها أداء مهام في المناطق التي كانت تسبب مشكلة للمركبات الحديثة. وكتب السيد ويليام سليم، قائد الجيش الرابع عشر عن الفيلة في مقدمة كتابة "إليفانت بيل (Elephant Bill)" حيث قاموا ببناء مئات الجسور لنا وساعدونا في بناء العديد من السفن ودفعها لنا أكثر مما فعلت هيلين لليونان. ومن الممكن أن يكون انسحابنا من بورما أكثر صعوبة وزحفنا لتحريرها أكثر بطئ وصعوبة للغاية بدونهم.
وتعتبر الفيلة الآن ذات قيمة أكبر في العديد من جيوش الدول الفاشلة بسبب أنيابهم أكثر من كونها وسائل النقل، في حين توفيت العديد من الفيلة أثناء الصراعات الأهلية بسبب الصيد غير القانوني. وتم تصنيفهم مثلما ذكر في كتاب احتشاد الحيوانات في القوات الأمريكية الخاصة دليل الميدان الصادر مؤخرًا في عام 2004، ولكن لا يشجع استخدامهم من قبل الموظفين الأمريكيين وذلك لأن الفيلة حيوانات معرضة للخطر.

## الاستخدام التكتيكي
هناك العديد من المقاصد العسكرية التي يمكن استخدام الفيلة فيها. ففي المعركة، عادة ما تُنشر فيلة الحرب في مركز المعركة، حيث يمكن أن تكون مفيدة لمنع الهجمات أو تصرف أحدهم من تلقاء نفسه. وقد جعل حجمها الضخم وظهورها المروع ذي قيمة عن سلاح الفرسان. وفي ساحة القتال يمكنها حمل المعدات العسكرية وتقديم وسائل مفيدة في النقل قبل المركبات الآلية القديمة التي عفا عليها الزمن.

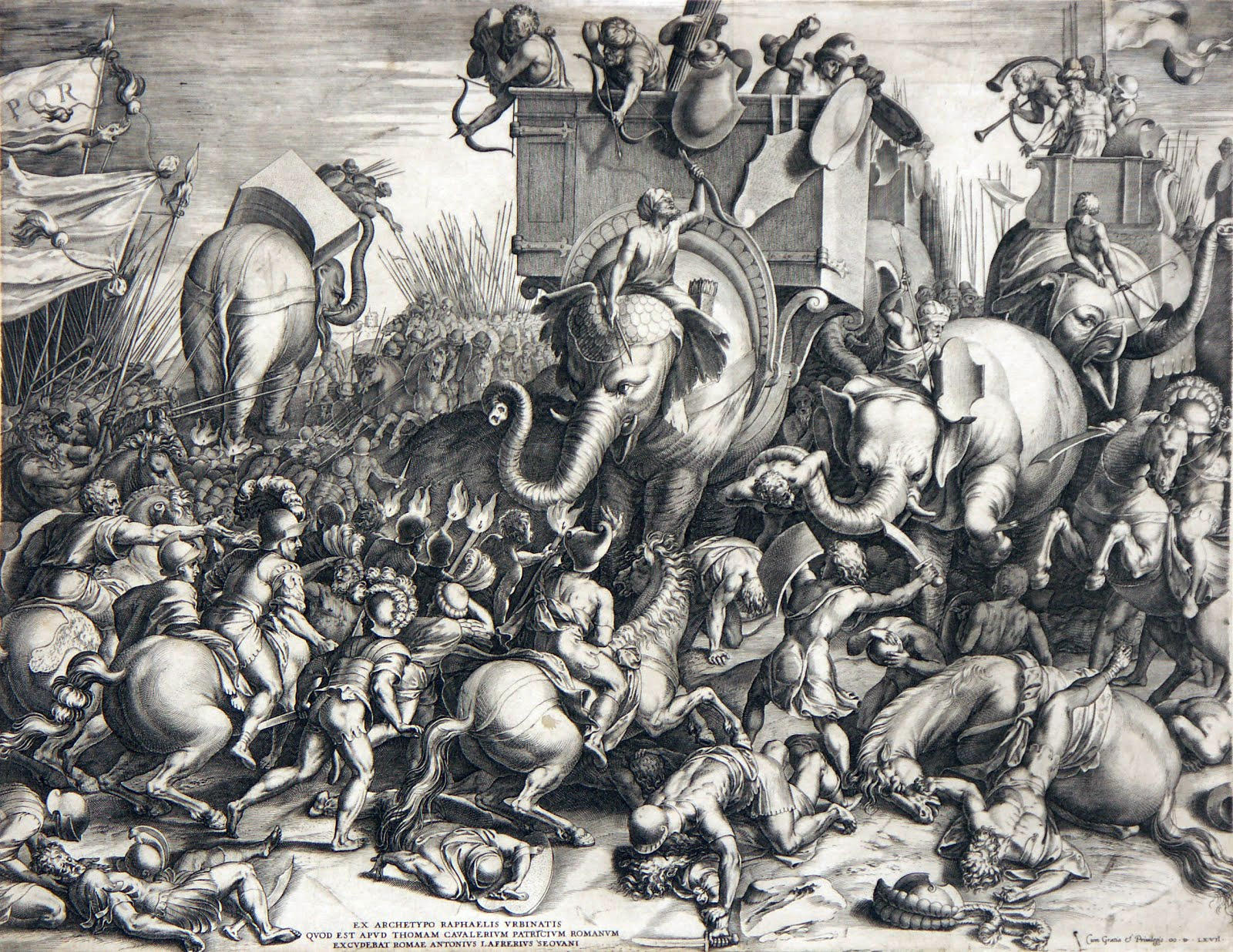
نقش لـمعركة زامة على يد كورنيليز كورت "Cornelis Cort عام 1567.

من الممكن أن تصل هجمات الفيل إلى حوالي 30 كلم/ساعة (20 ميلاً في الساعة)، وبخلاف سلاح الفرسان فلا يمكن إيقاف تلك الهجمات بسهولة من خلال خط رماح سلاح المشاة. وتعتمد مثل تلك الهجمات على القوة المجردة من: تحطيمات الفيلة لخط العدو وسحقهم وتلوح بأنيابها. أما بالنسبة لهؤلاء الذين لم يتم سحقهم يتم طرحهم أرضًا أو إجبارهم على الرجوع للخلف. إضافة إلى ذلك، فمن الممكن أن تثير الفيلة الرعب في قلوب العدو غير المستخدم لهم في مقاتلتهم- حتى المدربة منها جيدًا الرومانيون - بل ومن الممكن أن تتسبب في كسر العدو وهربه. وأيضًا فإن الخيول غير معتادة على رائحة الفيلة حيث إنها تضطرب بسهولة. الطبقة الجلدية الغليظة التي تغطي جسم الفيلة تعطيهم حماية كبيرة، بينما يعطي ارتفاعهم وكتلهم الجسمية حماية كبيرة لممتطيهم. في حين أن بعض الفيلة مجهزة بدروع خاصة لتعزيز حمايتها. ويفضل العديد من الجنرالات تأسيس قاعدة لأنفسهم أعلى الفيلة حتى تكون لديهم رؤية أوضح لساحة القتال.

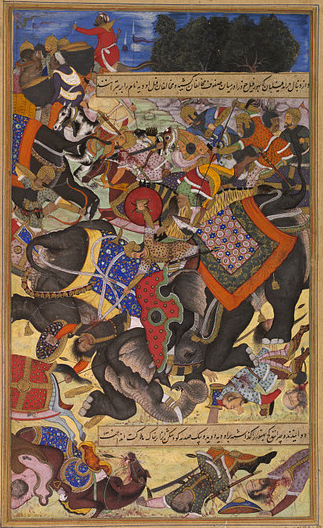
هاجم الفيل سيرتناند "Citranand " فيلاً آخر يدعى عديا "Udiya" أثناء حملة المغول ضد القوات الثائرة في خان زمان "Khan Zaman" وبحدوور خان "Bahadur Khan" في عام 1567.

وإضافة إلى القيام بعملية الهجوم، توفر الفيلة منصة آمنة وثابته للرماة لإطلاق النيران في وسط ساحة القتال، والتي من الممكن أن ترى المزيد من الأهداف وتتشابك معها. وقد تطورت الرماية إلى أسلحة أكثر تقدمًا، حيث يستخدم العديد من الخمير وملوك الهند منصات الأقواس العملاقة (التي تشبه المنجنيق) لإطلاق النيران من الدروع الطويلة الخارقة لقتل فيلة الحروب وسلاح الفرسان الخاصة بالعدو الآخر. وقد ظهر في أواخر القرن السادس عشر الميلادي استخدام بندقية خشبية من العصور الوسطى "culverin" وبنادق الجينجال على الفيلة، والتكيف مع عصر البارود الذي ساق الفيلة أخيرًا من ساحة القتال.
وقد تم تعزيز الفيلة أيضًا بالأسلحة والدروع الخاصة بهم. وفي الهند وسيريلانكا، كانت تربط السلاسل الحديدية ذات كرات من الفولاذ في نهايتها في جذوع فيلة الحروب، التي كانت مدربة على الدوران بطريقة مخيفة وبمهارة عالية. وصممت عدة ثقافات دروع للفيلة، بهدف حماية جسم الحيوان وساقه عند دوران جذعه بطريقة حرة لمهاجمة العدو. ويجب على الحيوانات الضخمة حمل برج الحماية على أظهرهم والمعروف بـ الهودج.
في الشرق الأقصى، كانت تُحمل أعداد كبيرة من الرجال مع أكبر القادة إما باستخدام الهودج أو وضع كرسي القائد على عنق الفيل. ويسمى القائد بـ الفيال، وهو المسؤول عن السيطرة على الحيوان. ففي العديد من الجيوش يحمل الفيال شفرة إزميل ومطرقة لقطع الحبل الشوكي وقتل الحيوانات المسعورة التي يخاف منها الفيل.

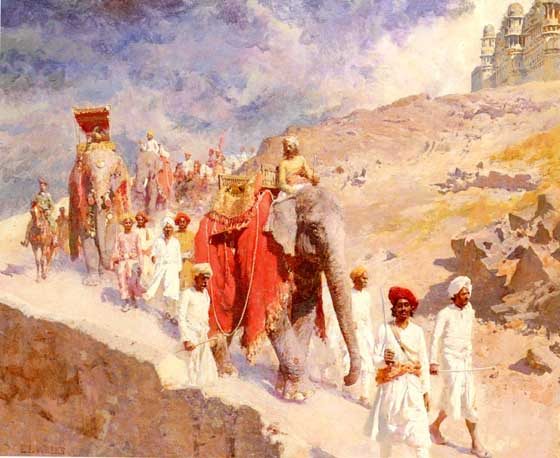
لوحة أودوين لورد ويكس Edwin Lord Weeks التي تصور إمبراطورية ماراثا واصطحابهم لفيلة الحرب.

على الرغم من ذلك، لفيلة الحرب نقاط ضعف تكتيكية، تستغلها قوات الأعداء في كثيرٍ من الأحيان. واعتادت الفيلة بترهيب أنفسها: عند الإصابة بجروح مؤلمة أو عند مقتل قائدها مما يسبب لها نوعًا من السُعار، محدثة بذلك سقوط الضحايا بطريقة عشوائية عندما تلوذ بالفرار. وقد تتسبب في خسائر فادحة لأطراف المعركة جميعهم عندما يصيبها السُعار. في كثير من الأحيان، حاول جنود سلاح المشاة الرومانيون المدربون على نحوٍ جيد قطع خراطيم الفيلة، مما يصيبها بالذعر في الحال، محققين بذلك هدفهم برجوعها مرة ثانية إلى صفوف الجيش. وقد اعتاد المحاربون السراع المسلحون بالرماح طردهم بعيدًا، مستعينين بالرماح والأسلحة الشبيهة في محاولة لاستثارة غضب الفيلة. في كثير من الأحيان، تخلو الفيلة من الدروع الواقية مما يجعلها عرضة لتلقي الطعنات في جنباتها، لذلك كان يتسلح المشاة الرومانين ببعض المواد القابلة للاشتعال أو تسليح الجنود الشجعان بالرماح، مثل فيالق المراوغة حيث كان يتم اللجوء إليها كثيرًا في محاولة لتحريك الفيلة أمام المشاة من أجل التصدي لهجوم الأعداء أو لرماح الفرسان. تُنمي ممارسة الفرسان لرياضة ألعاب الفروسية أنظمة التدريب للخيالة وقدرتهم على شل حركة الفيلة أو دحرهم للوراء مرة ثانية. تعتبر طريقة استخدام الخنازير في الحرب واحدة من أشهر طرق توزيع مجموعات الفيلة على مر التاريخ. حيث أعتقد بعض الكتاب القدامى أن «صراخ الخنازير الصغيرة يحدث نوع من الهلع للفيلة،» حيث تكون لهم المقدرة على استغلال نقطة ضعف الفيلة. على سبيل المثال، في حصار ميغارا Megara أثناء حروب ديادوشي، ذُكر أن الميغاريين سكبوا الزيت على قطعان الخنازير، لاستخدامهم كمصدر للإضاءة وتوجيههم تجاه السدود المنيعة للفيلة. ومن ثم، تصاب الفيلة بالذعر الشديد نتيجة لمشهد تلك الخنازير المضاءة.
ظل الجدل قائمًا حول أهمية فيلة الحرب في المعارك. ففي القرن التاسع عشر، كان من السائد إظهار التناقض مع الحضارة الغربية، حيث ركز فيه الرومان على المشاة وقواعد الانضباط مع الحضارة الشرقية، واستخدام فيلة الحرب بطريقة غير مألوفة حيث كانت محاربتها للأعداء أمرًا متوقفًا على مجرد الخوف منهم. وقد علق أحد الكتاب قائلًا «تبين لنا أن السبب في رغبة فيلة الحرب مخالفة الأوامر واللذاذ بالفرار في المعركة يرجع إلى اتسامها بالخجل وسهولة تخويفها بالأصوات غير المألوفة.» ومع ذلك، يعتبر استخدام فيلة الحرب بشكل مستمر لآلاف السنين دليلًا كبيرًا على احتياج القادة الشديد لها في ساحة القتال عبر التاريخ.

## التراث الثقافي

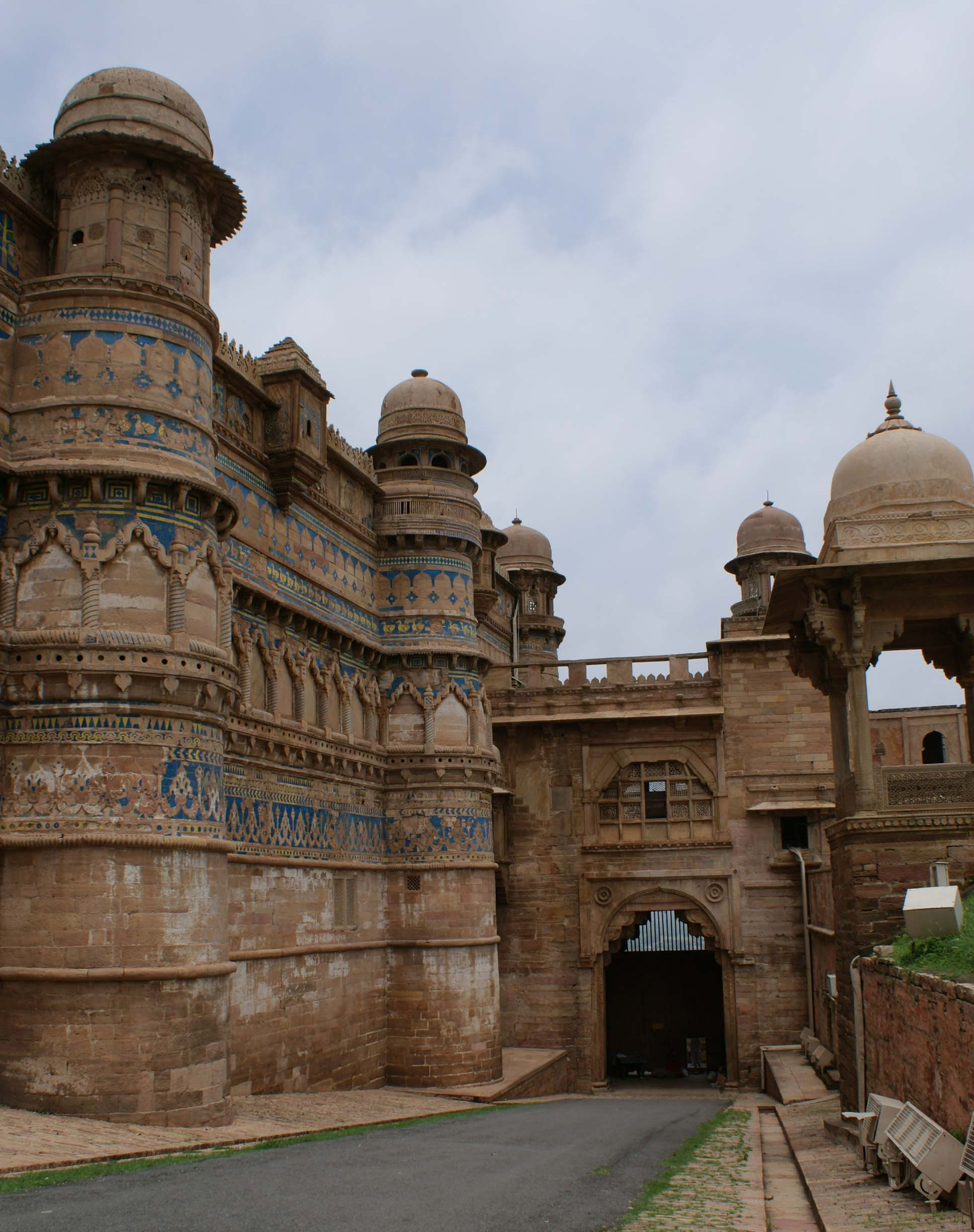
مدخل قلعة جواليور Gwalior Fort من هاتي بول Hathi Pol أو «مدخل الفيلة»، وهي أبواب مقنطرة عالية تستطيع الفيلة دخول القلعة من خلالها.

لقد خلفت فيلة الحرب من ورائها تراثًا ثقافيًا كبيرًا في العديد من البلدان حين استخدمت على مر العصور. شاركت فيلة الحرب في العديد من الألعاب الحربية التقليدية. في لعبة الشطرنج، لعبة من ألعاب الطاولة الهندية القديمة وهي البذرة التي نبتت منها لعبة الشطرنج الحديثة على مر السنين- اُطلق على فيل، جاجا، وتعني فيل باللغة الهندية القديمة، وسارت لعبة الشطرنج الصيني على المنوال نفسه. وفي اللغة الإسبانية واللغة العربية، يُسمى فيل الشطرنج الفيل، وفي اللغة الروسية يقصد بفيل الشطرنج الفيل (Слон). في اللعبة اليابانية شوغي، تستخدم قطعة من قطع الشطرنج تُسمى بـ «الفيل السكير»؛ على الرغم من ذلك، اندثر هذا المسمى نتيجة لقرار الإمبراطور جو ناره ولم يظهر قط في النسخ اليابانية الحديثة.
صُمم الدرع الواقي للفيل في الأساس لاستخدامه في الحروب، ولا نراه اليوم إلا في المتاحف. وقد احتفظ متحف الدروع الملكي في ليدز بمجموعة الدروع الهندية الرائعة الخاصة، بينما تعرض المتاحف في شبه القارة الهندية التحف الأخرى. يتضح لنا التأثير الكبير لفيلة الحرب على مر السنين فيما نراه محفورًا في وجدان المعمار الهندي. فتُزين فيلة الحرب العديد من المداخل الحربية، على سبيل المثال، كما هو موجود على قلعة لوهاجار، حيث مازالت البوابات المثبتة بالمسامير والمضادة للفيلة موجودة، على سبيل المثال، كما هو موجود في قلعة كومباهالجار. وفي الهند، وكالعادة تعتبر المداخل القديمة في الهند أعلى بكثير من نظيرتها في أوروبا، لتستطيع الفيلة الحاملة لـ الهودج المرور للمبنى السفلي.
ظلت أيضًا فيلة الحرب مجازًا فنيًا شعبيًا، في رسوم الاستشراق كما هو موجود في تراث القرن التاسع عشر، أو في الأعمال الأدبية ما بعد تولكين (J. R. R. Tolkien)، الذي استخدم الترجمة الرائعة لفيلة الحرب في شكل الفيلة.

### فهرس
1. ↑  HISTORY OF THE DOMESTICATION OF ANIMAL نسخة محفوظة 04 مايو 2017 على موقع واي باك مشين.
2. ↑  Schafer, 289–290.
3. ↑  Kistler, p.xi.
4. ↑  The Vedic Pantheon [وصلة مكسورة] نسخة محفوظة 26 يناير 2020 على موقع واي باك مشين.
5. ↑  Sankalia 1963.
6. ↑  Nossov, p. 10.
7. ↑  Chakravarti 2010، صفحة 48-9.
8. ↑  Chinnock، صفحة 38.
9. 1 2  Nossov, p.19.
10. ↑  Quintus Curtius Rufus (60-70 AD). Historiae Alexandri Magni. 8.13.6.
11. ↑  Metz Epitome. 54.
12. ↑  فلوطرخس (75 AD), The Life of Alexander the Greatنسخة محفوظة 24 مايو 2008 على موقع واي باك مشين.
13. ↑  Fox 2006.
14. ↑  Pliny, Natural History VI, 22.4.
15. ↑  سفر المكابيين الأول, 6:43-46.
16. ↑  Kistler M. John, War Elephants, University of Nebraska Press, 2007, pp 54-77. نسخة محفوظة 05 يوليو 2017 على موقع واي باك مشين.
17. ↑  Loxodonta africana pharaohensis.
18. ↑  Elephas maximus asurus.
19. ↑  Nossov، صفحة 30.
20. ↑  Scullard (1948); (1974) 240-45
21. ↑  Caesar, De Bello Africo 30.2, 41.2, 86.1.
22. ↑  J. Mazard, Corpus Nummorum Numidiae Mauretaniaeque (Paris 1955) 103, nº. 276, pl. 247
23. ↑  Polybius v.84.2-7
24. ↑  Rance (2009)
25. ↑  Loxodonta africana oxyotis.
26. ↑  In event, size alone was not necessarily a decisive factor. The elephants used by the المملكة البطلمية at the موقعة رفح in 217 BC were smaller than their Asian counterparts, for example, but that did not guarantee victory for أنطيوخوس الثالث of Syria.
27. ↑  بلينيوس الأكبر, Book 6 of his 37 volume history, quoting Megastenes had recorded the opinion of one Onesicritus.
28. ↑  The Battle of Cynoscephalae [وصلة مكسورة] نسخة محفوظة 20 ديسمبر 2017 على موقع واي باك مشين.
29. ↑  The Syrian Wars, IV,16-20. English translation from: Horace White ed., 1899.
30. ↑  Davis, p. 51.
31. ↑  Polyaenus, (VIII, 23.5).
32. ↑  Mammoths: Giants of the Ice Age, by Adrian Lister, Paul G. Bahn, p. 116 نسخة محفوظة 28 يونيو 2014 على موقع واي باك مشين. [وصلة مكسورة]
33. ↑  Gowers, African Affairs.
34. ↑  Rance (2003); Charles (2007)
35. ↑  Rawlinson، صفحة 189.
36. 1 2 3 4 5  Schafer, p.290.
37. ↑  An earlier "isolated instance" (Schaefer, p.290), when "elephants with torches bound to their tail were sent into enemy ranks" does not comply to the given definition of a war elephant as a trained and guided war beast. Quite the contrary, the use of maddened and guideless animal missiles indicates that the Chinese then had not yet mastered the complex skills necessary for training and guiding elephants into combat.
38. ↑  Sri Lankan Elephants نسخة محفوظة 03 مارس 2016 على موقع واي باك مشين.
39. ↑  War Against King Elara نسخة محفوظة 16 ديسمبر 2017 على موقع واي باك مشين.
40. 1 2  Ebrey, 90.
41. ↑  His Majesty's Elephant نسخة محفوظة 30 أبريل 2009 على موقع واي باك مشين.
42. ↑  Kistler، صفحة 200.
43. ↑  Kistler، صفحة 197.
44. ↑  Joregensen, Niderost and Rice, p.88.
45. ↑  Ahmed ibn Arabshah.
46. 1 2 3  "Essays :: Elephants in Sri Lankan History and Culture". Artsrilanka.org. مؤرشف من الأصل في 2018-10-03. اطلع عليه بتاريخ 2012-08-13.
47. ↑  Observed as القوات المسلحة الملكية التايلاندية.
48. ↑  Schafer, 290–291.
49. 1 2 3 4  Schafer, 291.
50. ↑  Nossov، صفحة 14.
51. ↑  War Veteran Elephant Dies نسخة محفوظة 11 مايو 2017 على موقع واي باك مشين.
52. ↑  جيمس هوارد وليامز  [لغات أخرى]‏ Elephant Bill (Rupert Hart-Davis, London, 1954)
53. ↑  "FM 3-05.213 (FM 31-27) Special Forces Use of Pack Animals" (PDF). John F. Kennedy Special Warfare Center and School. 2004. مؤرشف من الأصل (PDF) في 2018-09-27.
54. 1 2  Moerbeck، Martijn (1997). "Tactics of the War Elephant". Monolith Community. مؤرشف من الأصل في 2016-05-19. اطلع عليه بتاريخ 2008-05-02.
55. ↑  Canada's National Tent Pegging Team نسخة محفوظة 26 أبريل 2017 على موقع واي باك مشين.
56. ↑  بلينيوس الأكبر VIII, 1.27.
57. ↑  (Aelian, de Natura Animalium book XVI, ch. 36). نسخة محفوظة 2023-03-03 على موقع واي باك مشين.
58. ↑  See for example Said, 1978.
59. ↑  Jayawardhene 1994.

### المعلومات الكاملة للمراجع
- Andrade، Tonio (2016)، The Gunpowder Age: China, Military Innovation, and the Rise of the West in World History، Princeton University Press، ISBN:978-0-691-13597-7.
- Andrade، Tonio (2019)، "How Yongle learned to stop worrying and love the gun: Perspectives on Early Ming Military"، في Ken، Swope (المحرر)، The Ming World، Taylor & Francis، ص. 71–87، ISBN:978-1-000-13466-7
- Chakravarti، P. C. (Prithwis Chandra) (2010). The art of war in ancient India. Low Price Publications. ISBN:978-81-7536-303-8. OCLC:808650801. مؤرشف من الأصل في 2022-02-18.
- CHARLES، Michael B. (1 يناير 2007). "The Rise of the Sassanian elephant corps". Iranica Antiqua. ج. 42 ع. 0: 301–346. DOI:10.2143/ia.42.0.2017880. ISSN:0021-0870. مؤرشف من الأصل في 2022-12-13.
- Chinnock، E. J. "History of Iran: Arrian, The Anabasis of Alexander: The Battle of Gaugamela". www.iranchamber.com. مؤرشف من الأصل في 2023-01-29. اطلع عليه بتاريخ 2022-02-18.
- Paul K., Michael B. (2001). 100 Decisive Battles: From Ancient Times to the Present (بالإنجليزية). Oxford University Press. ISBN:978-0-19-514366-9. Archived from the original on 2022-02-18.
- Di Cosmo، Nicola (2006)، The Diary of Manchu Soldier in Seventeenth-Century China
- Ebrey, Patricia Buckley, Anne Walthall, James Palais (2006). East Asia: A Cultural, Social, and Political History. Boston: Houghton Mifflin Company. (ردمك 0-618-13384-4).
- Fox، Robin (2005). Alexander the Great. London: Penguin. ISBN:0-14-102076-8. OCLC:56695626. مؤرشف من الأصل في 2022-02-18.
- Goldworthy, Adrian The Fall of Carthage: The Punic Wars 265–146 BC, Orion (2003) (ردمك 0-304-36642-0).
- Gowers, William "The African Elephant in Warfare," African Affairs, Vol. 46 No. 182.
- Jayawardhene, Jayantha Elephant in Sri Lanka (1994).
- Joregensen, Christer, Eric Niderost and Rob S. Rice Fighting Techniques of the Oriental World, Amber Books (2008).
- Keegan, John A History of Warfare, Pimlico (1993) (ردمك 0-679-73082-6).
- Kiernan، Ben (2019). Việt Nam: a history from earliest time to the present. دار نشر جامعة أكسفورد. ISBN:9780190053796.
- Kistler, John M. War Elephants, Westport, CT: Praeger, (2006).
- Sun، Laichen (2006)، "Chinese Gunpowder Technology and Đại Việt, ca. 1390–1497"، في Reid، Anthony؛ Tran، Nhung Tuyet (المحررون)، Viet Nam: Borderless Histories، Cambridge: Cambridge University Press، ص. 72–120، ISBN:978-1-316-44504-4
- Nossov, Konstantin War Elephants (2008) (ردمك 978-1-84603-268-4).
- Peers، C.J. (2006)، Soldiers of the Dragon: Chinese Armies 1500 BC – AD 1840، Osprey Publishing Ltd
- Rance, Philip, "Elephants in Warfare in Late Antiquity", Acta Antiqua Academiae Scientiarum Hungaricae 43 (2003) 355–84.
- Rance, Philip, "Hannibal, Elephants and Turrets in Suda Θ 438 [Polybius Fr. 162B] – An Unidentified Fragment of Diodorus", Classical Quarterly 59.1 (2009) 91–111.
- Rawlinson, George The Seven Great Monarchies of the Ancient Eastern World: The Seventh Monarchy: History of the Sassanian or New Persian Empire (1885; reprint 2007) (ردمك 978-1-4286-4792-3).
- Said, Edward Orientalism (1978) (ردمك 0-394-74067-X).
- Sankalia, H.D., Ramayana: Myth or Reality, New Delhi (1963).
- Schafer, Edward H. "War Elephants in Ancient and Medieval China," Oriens (Volume 10, Number 2, 1957): 289–91.
- Scullard, H., "Hannibal's elephants", Numismatic Chronicle (ser. 6) 8 (1948) 158–68
- Scullard, H. H. The Elephant in the Greek and Roman World, London (1974) (ردمك 0-500-40025-3).
- Sun, Laichen. "Chinese Military Technology and Dai Viet: c. 1390–1497", Asia Research Institute Working Paper Series No. 11, Asia Research Institute, Singapore (2003).
- Wade، Geoff؛ Sun، Laichen (2010). Southeast Asia in the Fifteenth Century: The China Factor. Hong Kong University Press. ISBN:978-9971-69-448-7.
- White, Horace (ed) Appian, The Foreign Wars (1899).